# BreadTube
BreadTube of LeftTube is een losse en informele groep van online contentmakers die videocontent maken, vaak video-essays en livestreams vanuit socialistische, communistische, anarchistische en andere linkse perspectieven. BreadTube-makers plaatsen over het algemeen video's op YouTube die worden besproken op andere online platforms, zoals Reddit. De makers van BreadTube livestreamen ook op Twitch.
Het is bekend dat makers van BreadTube deelnemen aan een vorm van "algoritmische kaping". Ze zullen ervoor kiezen om zich te concentreren op dezelfde onderwerpen die worden besproken door makers van inhoud met rechtse politiek. Hierdoor kunnen hun video's worden aanbevolen aan hetzelfde publiek dat rechtse of extreemrechtse video's consumeert en daardoor een breder publiek aan hun perspectieven blootstellen. Veel makers van BreadTube-inhoud worden gefinancierd via crowdfunding en de kanalen dienen vaak als introductie tot linkse politiek voor jonge kijkers.

## Oorsprong
De term BreadTube komt van Pjotr Kropotkin's De verovering van brood, een boek waarin wordt uitgelegd hoe anarcho-communisme kan worden bereikt en hoe een anarcho-communistische samenleving zou functioneren.
Het fenomeen BreadTube zelf heeft geen duidelijke oorsprong, hoewel veel BreadTube-kanalen zijn begonnen in een poging om antisociale rechtvaardigheidsstrijder en alt-right-inhoud te bestrijden die halverwege de jaren 2010 aan populariteit won. In 2018 hadden deze afzonderlijke kanalen een onderling verbonden gemeenschap gevormd. Twee prominente vroege BreadTubers waren Lindsay Ellis, die Channel Awesome in 2015 verliet om haar eigen kanaal te beginnen als reactie op de Gamergate-controverse, en Natalie Wynn, die in 2016 haar kanaal ContraPoints begon als reactie op de online dominantie van alt-right op de tijd. Volgens Wynn is de oorsprong van BreadTube, alt-right, de manosphere en incels terug te voeren op het nieuwe atheïsme.

## Formaat
BreadTube-video's hebben vaak een hoge productiewaarde, bevatten theatrale elementen en duren langer dan typische YouTube-video's. Velen zijn directe reacties op rechtse discussiepunten. Terwijl video's van rechtse makers vaak vijandig staan tegenover hun politieke tegenstanders, proberen BreadTubers de argumenten van hun tegenstanders te analyseren en te begrijpen, vaak met behulp van subversie, humor en 'verleiding'. Velen zijn bedoeld om een breed publiek aan te spreken en mensen te bereiken die nog geen linkse standpunten hebben, in plaats van "prediken tot het koor". Video's eindigen vaak niet met een solide conclusie, maar moedigen kijkers aan om hun eigen conclusies te trekken uit het materiaal waarnaar wordt verwezen. Omdat BreadTube-kanalen vaak linkse en socialistische teksten citeren om hun argumenten te onderbouwen, kan dit voor hun kijkers als een inleiding tot het linkse denken dienen.

## Opmerkelijke kanalen
De inhoud van BreadTube is in het Engels en de meeste BreadTubers komen uit de Verenigde Staten of het Verenigd Koninkrijk. De term is informeel en wordt vaak betwist, omdat er geen overeengekomen criteria voor opname zijn. Volgens The New Republic zijn in 2019 de vijf mensen die het meest worden genoemd als voorbeelden ContraPoints, Lindsay Ellis, Hbomberguy, Philosophy Tube en Shaun, terwijl Kat Blaque en Anita Sarkeesian worden genoemd als belangrijke invloeden. Ian Danskin (ook bekend als Innuendo Studios), Hasan Piker, Vaush, en Destiny zijn ook beschreven als onderdeel van BreadTube. Een aantal van deze mensen heeft het label afgewezen.

## Financiering
Veel BreadTubers worden voornamelijk gefinancierd door maandelijkse donaties op Patreon en weigeren inkomsten uit advertenties en sponsoring. Omdat ze niet afhankelijk zijn van dergelijke inkomsten, hebben BreadTubers meer vrijheid om kritische inhoud te produceren.

## Ontvangst
Volgens The Conversation ontvangen makers van BreadTube-inhoud vanaf 2021 "tientallen miljoenen views per maand en worden in de media en de academische wereld steeds vaker genoemd als een casestudy over deradicalisering." Volgens The Independent hebben BreadTube "met succes geprobeerd in te grijpen in het rechtse rekruteringsverhaal door kijkers uit het konijnenhol te halen, of ze in ieder geval over te hevelen naar een nieuw verhaal."